# Sânmartin (Cluj)
Pour les articles homonymes, voir Sânmartin.
Sânmartin est une commune de Transylvanie, en Roumanie, dans le județ de Cluj. Elle est composée des villages Sânmartin, Ceaba, Cutca, Diviciorii Mari, Diviciorii Mici, Măhal, Sâmboieni, Târgușor.